# موريس هيرست
موريس هيرست (بالإنجليزية: Maurice Hurst)‏ هو لاعب كرة قدم أمريكية أمريكي، ولد في 17 سبتمبر 1967 في نيو أورلينز في الولايات المتحدة.

## وصلات خارجية
- موريس هيرست على موقع مرجع كرة القدم المحترفة.كوم (الإنجليزية)